# 周斕
周 斕（しゅう らん、繁体字: 周斕; 簡体字: 周斓; 拼音: Zhōu	Lán; ウェード式: Chou Lan、1891年（清光緒17年） - 1953年）は、中華民国の軍人・政治家。湖南軍（湘軍）出身の軍人で、唐生智の腹心である。後に国民革命軍に属し、南京防衛戦に際して唐を補佐した。字は叔祁。

## 事跡

### 湘軍での台頭
最初は学問を志し、1906年（光緒32年）には湖南高等学堂予科まで進学した。しかし翌年、軍人の道に転じて湖南陸軍小学に転入し、さらに武昌陸軍第三中学に進学した。この間に中国同盟会にも加入している。
中華民国成立後の1914年（民国3年）、保定陸軍軍官学校第2期歩兵科に進学し、この時に国民党に加入している。卒業後は湖南省に戻り、湖南陸軍（湘軍）で昇進を重ねた。また、この時から上官が唐生智となり、以後、唐の信任を受けてその腹心となる。1923年（民国11年）冬に唐が湘軍第4師師長兼湖南善後督弁に昇進すると、周斕は同師参謀長兼同師軍官講習所教育長に任ぜられた。1925年（民国14年）、周は湘軍第5旅旅長に昇進した。
1926年（民国15年）6月、唐生智が国民政府に易幟し、国民革命軍第8軍軍長に任命されると、周斕は同軍教導師師長となった。同年9月から10月にかけて唐に随従して北伐に参戦し、武昌攻略に関わっている。また1927年（民国16年）1月末、唐の地位を脅かすと見られ、かつ、北京政府との内通の疑いもあった国民革命軍第12軍軍長袁祖銘を、周は偽って歓迎して謀殺した。2月、周は第36軍副軍長兼教導師師長に昇進し、4月には中央軍事政治学校長沙分校常務委員にも任ぜられた。さらに同年6月からは、唐から湖南省政府主席代理を委ねられ、土地庁庁長や軍事庁庁長も兼ねている。

### 反蔣戦争の中で
1927年（民国16年）11月、唐生智は寧漢戦争で李宗仁ら新広西派（新桂系）に敗北、下野した。それでも周斕は湖北省政府主席の地位に留任し、さらに国民革命軍第17軍軍長に任ぜられている。翌年2月、周は湖北省政府主席を退任、軍長専任となる。1929年（民国18年）4月、廃師改旅（軍縮措置）に伴い第17軍は新編第8師に改編される。同年の蔣桂戦争に際し、周は討逆軍第4路第1縦隊司令官に任ぜられ、新広西派討伐のため広西省へ進撃した。
しかし、周斕は蔣介石から唐生智との関係を猜疑されたため、戦後に兵権を剥奪されてしまう。そのため周は新広西派に転じ、同年12月、広西省で唐生明（唐生智の弟）が組織した第12軍に軍長として迎え入れられた。中原大戦で周率いる第12軍はいったん長沙を攻略するなどしたが、蔣を支持する湖南省政府主席何鍵の反撃に敗退、下野に追い込まれている。1932年（民国21年）、周は唐の配下として復帰し、1936年（民国25年）には陸軍少将銜を授与された。

### 南京防衛戦とその後
日中戦争（抗日戦争）勃発後の1937年（民国26年）11月、唐生智が南京衛戍司令に任命されると、周斕は同司令部参謀長に任ぜられ、さらに陸軍中将銜を加えられた。翌月の南京防衛戦では唐を補佐して作戦に従事し、唐が南京を脱出する際には傍らで警護を務め負傷したが、残軍の退却指揮なども請け負っている。
退却後、周斕は唐生智と共に職務から罷免されてしまうが、その後は陸軍大学での学習に転じ、翌年春に卒業した。まもなく、湖南省政府主席張治中の招聘を受けて周は同省政府総参議に任ぜられる。後任の省政府主席薛岳からも周は総参議に留まるよう要請され、1941年（民国30年）6月には省政府委員となり、1943年（民国32年）5月には同省政府民政庁長となった。この間、周は長沙会戦を戦う薛を特に行政面で善く補佐している。1944年（民国33年）に呉奇偉が薛の後任として省政府主席となっても、やはり呉から湖南省政への関与を求められ、1945年（民国34年）8月には省政府湘南行署主任を務めた。
戦後の周斕は立法院立法委員を務める。国共内戦末期の1949年（民国38年）、程潜・陳明仁らが中国共産党への起義（反国民党蜂起）を企図して周に相談を持ちかけると周もこれに応じ、同年8月、起義は成功した。しかし中華人民共和国建国後に周は心臓病で倒れたため、特に公職に就くことは無く長沙市で療養生活を送っている。
1953年、長沙市にて病没。享年63。